# Senhora dos Milagres de Pindelo dos Milagres
Senhora dos Milagres de Pindelo dos Milagres é um local onde se venera a Nossa Senhora que ficou com a designação de Senhora dos Milagres por aqui aparecer uma imagem de Nossa Senhora a pastores que fazia milagres na engorda dos rebanhos.
Este local pertence à freguesia de Pindelo dos Milagres, concelho de S. Pedro do Sul, distrito de Viseu e fica em Portugal.
Para aceder a este local basta em Viseu apanhar o A24 em direção a Lamego, sair na saída de Mamouros e na primeira rotunda seguir em frente e em 500 metros chegamos a este local.